# Государственная мыза

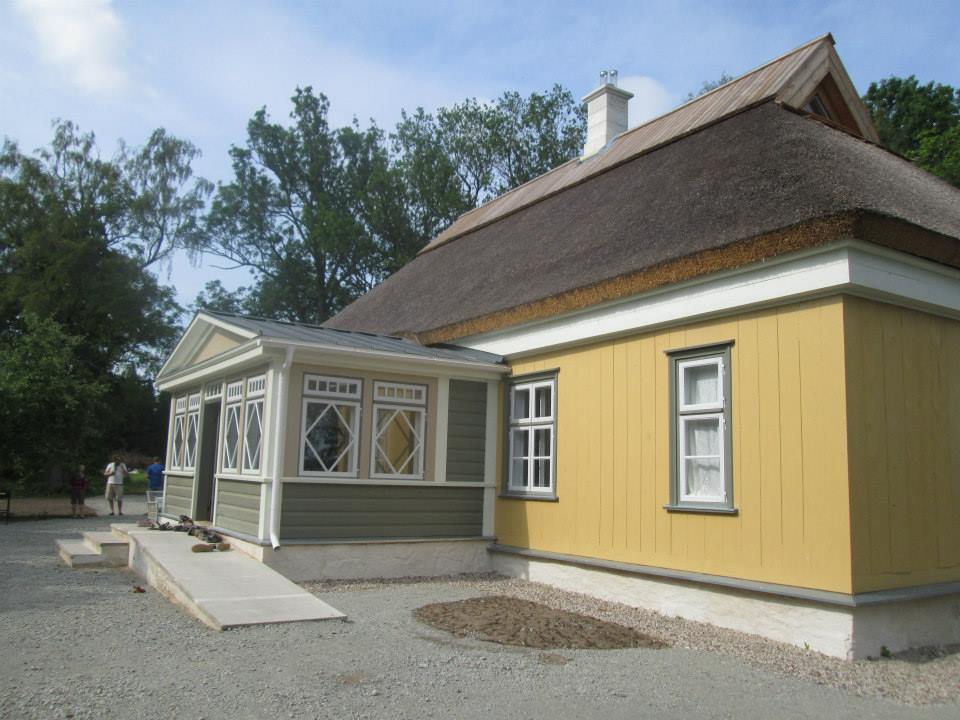
Главное здание бывшей государственной мызы Котланди в 2014 году (Эстония)

Госуда́рственная мы́за, также коро́нная мыза, казённое име́ние (нем. Krongut, Königsgut, пол. królewszczyzna, эст. riigimõis, kroonumõis, латыш. kroņa muiža) — мыза, находившаяся в собственности государства (короны). Государственной мызой руководили назначенные чиновники, в чьи обязанности входило управление производством и обеспечение доходов государства, или избранные государством арендаторы, выплачивавшие ему арендную плату.
По сравнению с рыцарскими мызами государственные мызы обычно были выстроены более экономно.

## Государственные мызы в Швеции
В Швеции бо́льшая часть государственных земель к середине 17-го столетия в результате донации перешла в частную собственность как в метрополии, так и на захваченных землях. В связи с уменьшением государственных доходов шведский король Карл X Густав начал редукцию земель, которую завершил король Карл XI.
На территории современной Эстонии редукция была проведена в основном в 1685–1688 годах. В связи с возвратом мыз государству число государственных мыз на эстонских землях к концу 17-го столетия выросло до 460, и доходы государства многократно выросли.
После редукции в Ливонии государству принадлежало 5/6 культивированных земель, в Эстляндии — 2/5.
Шведская власть законодательно установила объём трудовой нагрузки для крестьян государственных мыз.

## Государственные фольварки в Польше
На польских территориях самое крупное перераспределение мыз (фольварков) произошло в 1583–1625 годах. Особенно масштабным этот процесс стал после прихода к власти короля Стефана Батория. Для того, чтобы уменьшить влияние немецких феодалов в завоёванных ими областях, государство национализировало более 70% их земельных владений. Государственные фольварки были поделены на староства с административными центрами в городищах. Девять из них в настоящее время находятся на территории Эстонии (староства Хельмеское, Карксиское, Кирумпяэское, Лайусеское, Пыльтсамааское, Пярнуское, Тартуское, Вастселийнаское и Вильяндиское). На территории современной Латвии находится 11 бывших польских староств. Труд работников государственных фольварков был нормирован.

## Государственные мызы в Латвии
На территории Латвии государственные (коронные) мызы возникли в 16—17-м столетиях в результате редукции мыз, принадлежавших Ливонскому ордену и рижскому архиепископу, и епископских имений в Ливонии.
Коронные мызы были двух видов:
— арендные коронные мызы (латыш. kroņa nomas muižās), находившиеся под управлением Казённой палаты (после 1841 года — Земельного совета) и в основном сдававшиеся в аренду;
— видма (латыш. vidme) — казённое имение, находившееся в пользовании служащего взамен жалования или в дополнение к нему. В результате полицейской и судебной реформ 1888—1889 годов видмы были возвращены государству (кроме владений пасторов и лесничих), т. е. их доходы стали поступать в государственную казну.
В 1914 году в Видземе насчитывалась 21 коронная мыза, в Латгалии — 13 и в Курземе — 191. В результате Латвийской земельной реформы 1920 года все они были переданы в государственный Земельный фонд.

## Государственные мызы в Эстонии

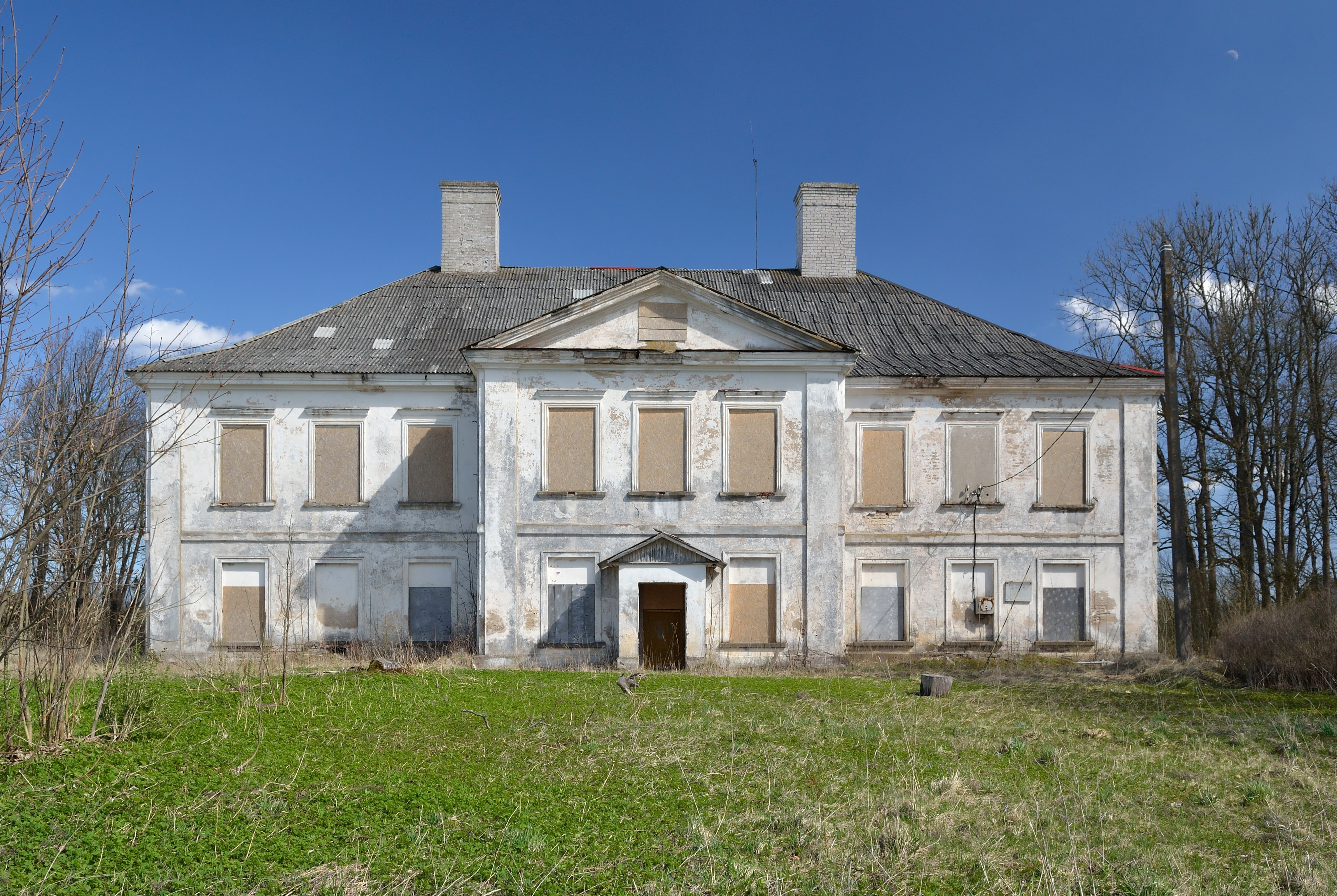
Главное здание бывшей государственной мызы Кыо в 2012 году (Эстония)

На эстонских землях государственные мызы появились в основном во второй половине 16-го столетия, после Ливонской войны.
С установлением русской власти (1721 год) часть мыз, перешедших в собственность государства в результате шведской редукции, была возвращена в частную собственность.
Во второй половине 19-го столетия — начале 20-го столетия была распространена сдача государственных мыз в аренду, в результате чего в число арендаторов попали и автохтонные эстонцы (до этого владельцами мыз были остзейские немцы и русские дворяне).
В результате земельной реформы 1919 года часть государственных мыз была поделена на частные землевладения, остальные продолжили работу как государственные предприятия и с 1922 года вошли в подчинение Управления государственных мыз (эст. Riigimõisate Valitsus) при Министерстве сельского хозяйства (эст. Põllutööministeerium).
В течение многих лет число государственных мыз существенно менялось. В начале 20-го столетия на территории Эстонии насчитывались 122 государственные мызы; в 1935 году Управление государственных мыз владело 20-ю мызами и под его надзором находилось ещё 28 мыз.
Часть государственных мыз была сдана в аренду специализированным обществам, учреждениям и частным лицам; исполнение ими своих обязанностей контролировало Министерство сельского хозяйства. На отдельных государственных мызах создавались опытные станции (эст. katsejaam), селекционные станции (эст. sordiaretusjaam) и сельскохозяйственные школы (эст. põllutöökool), развитию которых придавалось большое значение. Мызы, имевшие школы, подчинялись Министерству образования (эст. Haridusministeerium).
В 1938 году в Эстонии было 57 государственных мыз, из них 20 подчинялись Министерству сельского хозяйства, из которых 8 были сданы в аренду; Министерству образования подчинялось 35 мыз, из которых 20 были сданы в аренду; в подчинении Министерству обороны (эст. Kaitseministeerium) находились 2 мызы.
В 1940 году, после присоединения Эстонии к СССР, государственные мызы были ликвидированы и большинство из них были преобразованы в совхозы.